# Lye, Indre
Lye là một xã ở tỉnh Indre khu vực trung bộ Pháp. Xã này có diện tích 24,77 km², dân số thời điểm năm 1999 là 802 người. Khu vực này có độ cao trung bình 70 mét trên mực nước biển.